# 斯帕尔塔科·兰迪尼
斯帕尔塔科·兰迪尼（義大利語：Spartaco Landini，1944年1月31日—2017年4月16日），意大利男子足球运动员，场上位置是后卫。他曾代表意大利国家队参加1966年国际足联世界杯，结果获得第九名。